# MBCニュース
『MBCニュース』（エムビースィーニュース）は、南日本放送（MBCテレビ）で毎日放送されているローカルニュース番組（放送時間については後述）。MBCラジオで放送されている番組も同タイトルだが、定時ニュースは毎時50分の放送であることから『MBC50ニュース』という題名が使われている（50分以外の時間帯には『MBCニュース』）。

## 放送時間
いずれもJST。

### テレビ
『JNNニュース』に内包されているローカルニュースは、本番組として扱われていないため、この項目から除外。

#### 現在
- 月曜日 - 木曜日 22:54 - 23:00
- 土曜日・日曜日 21:54 - 22:00

その他、年末年始や国際的なスポーツ中継による特別編成で『MBCニューズナウ』が休止する場合に本番組が代替として放送されることがある。

##### 過去の放送枠
- 平日 9:55 - 10:00（不明 - 2014年10月3日、10月6日からの『ズバッと!鹿児島』の5分繰り上げに伴う）
- 平日 15:55 - 16:00（不明 - 2014年10月3日、10月6日開始の『かごしま4〈よじ〉』開始による）
- 火曜日 - 金曜日 21:54 - 22:00（不明 - 2016年3月、但し水曜日での放送は2013年3月を以って廃止された）
- 平日 13:55 - 14:00（2015年3月30日 - 2016年9月30日、『ちちんぷいぷい』ネット開始による、ローカルニュースは『かごしま4』に統合）

### ラジオ
特記が無い場合は、「MBC50ニュース」と同じサウンドロゴの音程が違うものを使っている。基本的には天気予報の放送は無く、天気予報自体は土曜日と日曜日の7時の当番組の放送終了後に当番組とは別に放送される。
- 6:30（平日のみ）・7:00 - （平日は『モーニングスマイル』に[1]、土曜日は『二見いすずの土曜の朝は』に内包。）
  - 当番組固有のサウンドステッカーの替わりに、平日のサウンドステッカーはオリジナルのものを、土曜日はオープニングのサウンドステッカーを抜いて担当パーソナリティの二見いすず（同局元アナウンサー）が代読する。
- 22:25 - （平日・『Music Express』に内包）
  - 展望スタジオからニューススタジオに切り替えて放送する。通常のニュースの後に南日本新聞ニュースが入る。原則としてアナウンサー職にある社員が担当する。なお、『Precious Music』時代は月曜日担当の末永安佳梨が同局アナウンサーだったため、展望スタジオから放送していた。

- 7:55 - （日曜日）

## キャスター
原則南日本放送アナウンサーが担当するが、ラジオの場合は下記のとおり例外もある。
- 稀に報道部員であるニュースデスクが担当することもある。
- 一部の番組では、担当パーソナリティが代読する。